# Volby prezidenta Francie 2012
Volby prezidenta Francie 2012 (francouzsky L'élection présidentielle française de 2012) se uskutečnily ve dvoukolové formě. Výsledkem bylo zvolení nejvyššího ústavního činitele Francie – prezidenta republiky, na pětileté funkční období 2012–2017.
Z prvního kola, které proběhlo 22. dubna 2012, v některých zámořských departementech a teritoriích pro časový posun již 21. dubna, postoupili do druhé fáze dva kandidáti s nejvyšším počtem hlasů. Úvodní kolo vyhrál levicový kandidát François Hollande a za ním se umístil úřadující prezident Nicolas Sarkozy. Druhé kolo pak proběhlo 6. května téhož roku, respektive v některých regionech již 5. května.
Vítězem se stal socialista François Hollande se ziskem 18 000 668 platných hlasů, což představovalo podíl 51,64 % a byl zvolen 24. francouzským prezidentem. Úřadu se ujal složením slibu 15. května. Nicolas Sarkozy se stal po Valérym Giscardu d'Estaingovi druhým prezidentem v historii páté republiky, jenž neobhájil svůj mandát a vůbec prvním úřadujícím, který nevyhrál první kolo. Po sedmnácti letech pravicových hlav státu tak Elysejský palác připadl levici.

## Primární volby

### Parti socialiste
| Hollande Sarkozy Le Penová Bayrou | Dupont-Aignan Jolyová Mélenchon rovnost |

Výsledky 1. kola voleb prezidenta dle obcí:

Primární volby v Socialistické straně (Parti socialiste) byly prvními otevřenými primárkami (primaires citoyennes), které společně uspořádali Socialisté a členové Radikální strany levice (Parti radical de gauche) s cílem výběru prezidentského kandidáta. Voliči museli učinit dar v minimální výši jednoho eura a podepsat slib k příklonu hodnot levice. Nominace mohly být podávány do 13. července 2011. Následně se v prvním kole utkalo šest kandidátů, a to 9. října, kdy žádný z nich nepřekročil hranici 50 %. Dva nejúspěšní pretendenti na zisk nominace tak podstoupili druhé kolo 16. října. V něm zvítězil François Hollande, jenž porazil předsedkyni strany a starostku Lille Martine Aubryovou.
Původním stranickým favoritem na prezidentský úřad byl generální ředitel Mezinárodního měnového fondu Dominique Strauss-Kahn, který ovšem po sexuálním skandálu z boje odstoupil. 14. května 2011 byl v New Yorku zatčen v souvislosti s obviněním ze sexuálního obtěžování pokojské Nafissaty Diallové v hotelu. Na funkci ředitele MMF rezignoval 18. května. Na konci dubna 2012 pak aféru označil za uměle vytvořenou jeho politickými nepřáteli z okruhu Nicolase Sarkozyho.

### Europe Écologie – Les Verts
Evropa Ekologie – Zelení (Europe Écologie – Les Verts) uspořádala také primární volby. Volit ze čtyř kandidátů mohli všichni členové strany a příslušníci Nezávislého ekologického hnutí. První kolo proběhlo 29. června 2011. Členka strany Eva Jolyová obdržela 49,75 % platných hlasů a spolu s nezávislým environmentálním aktivistou Nicolasem Hulotem, jehož zisk činil 40,22 %, postoupili do druhé fáze. Zbývající nominanti Henri Stoll a Stéphane Lhomme si připsali 5,02 %, respektive druhý 4,44 % hlasů. Druhé kolo se konalo 12. července a vítězně z něj vyšla Jolyová poté, co jí voliči odevzdali 13 223  hlasů (58,16 %), zatímco Hulotovi 9 399 hlasů.

## První kolo
Pro zisk kandidatury na úřad prezidenta musel uchazeč získat alespoň 500 podpisů zvolených zastupitelů státu z celkového počtu více než 47 000 francouzských zástupců lidu. Do této skupiny se řadili zastupitelé místní a regionální samosprávy, poslanci, senátoři a europoslanci. Do prezidentských voleb se kvalifikovalo deset kandidátů:

### Galerie kandidátů

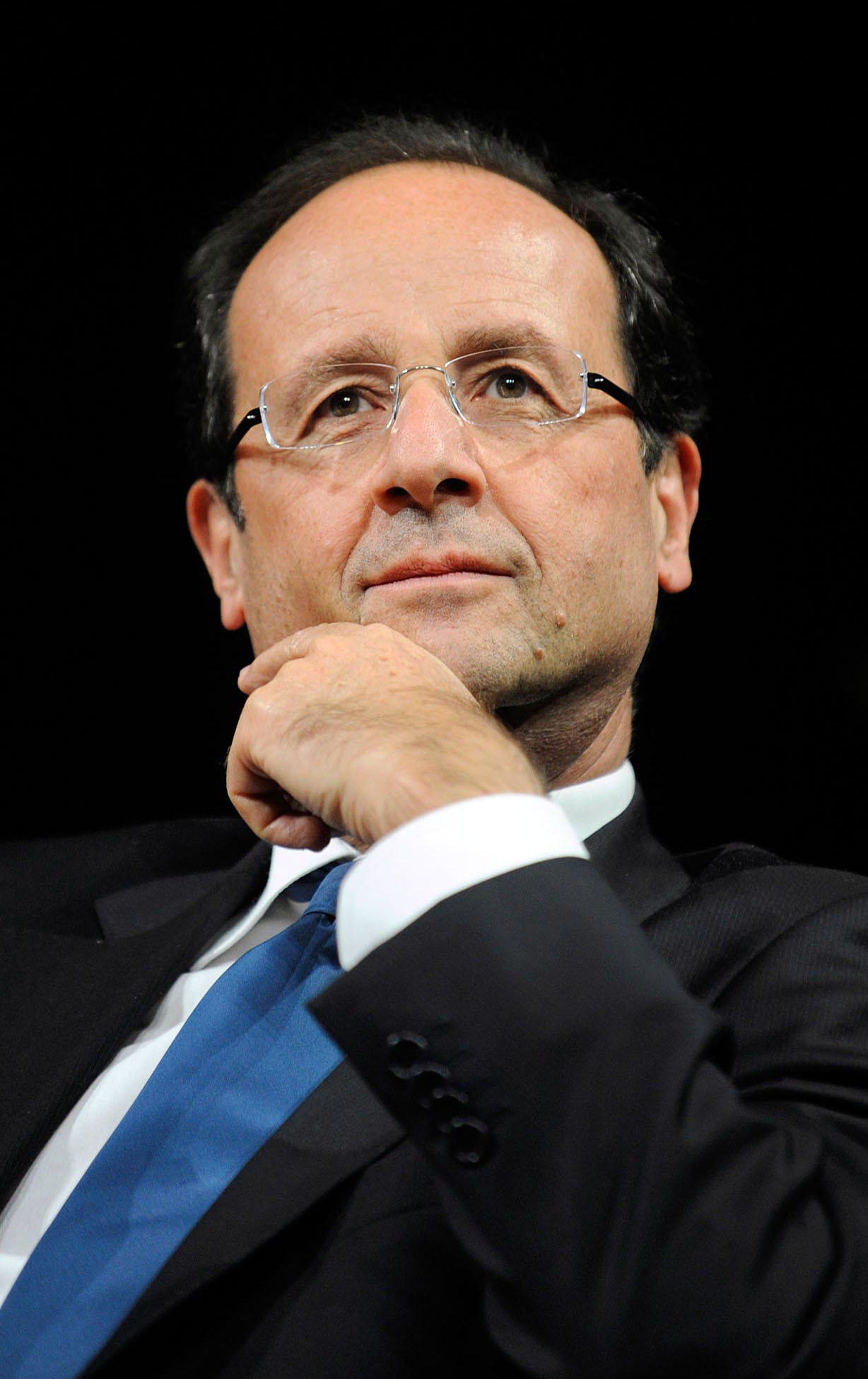
François Hollande Socialistická strana předseda generální rady Corrèze, bývalý předseda strany, poslanec a europoslanec
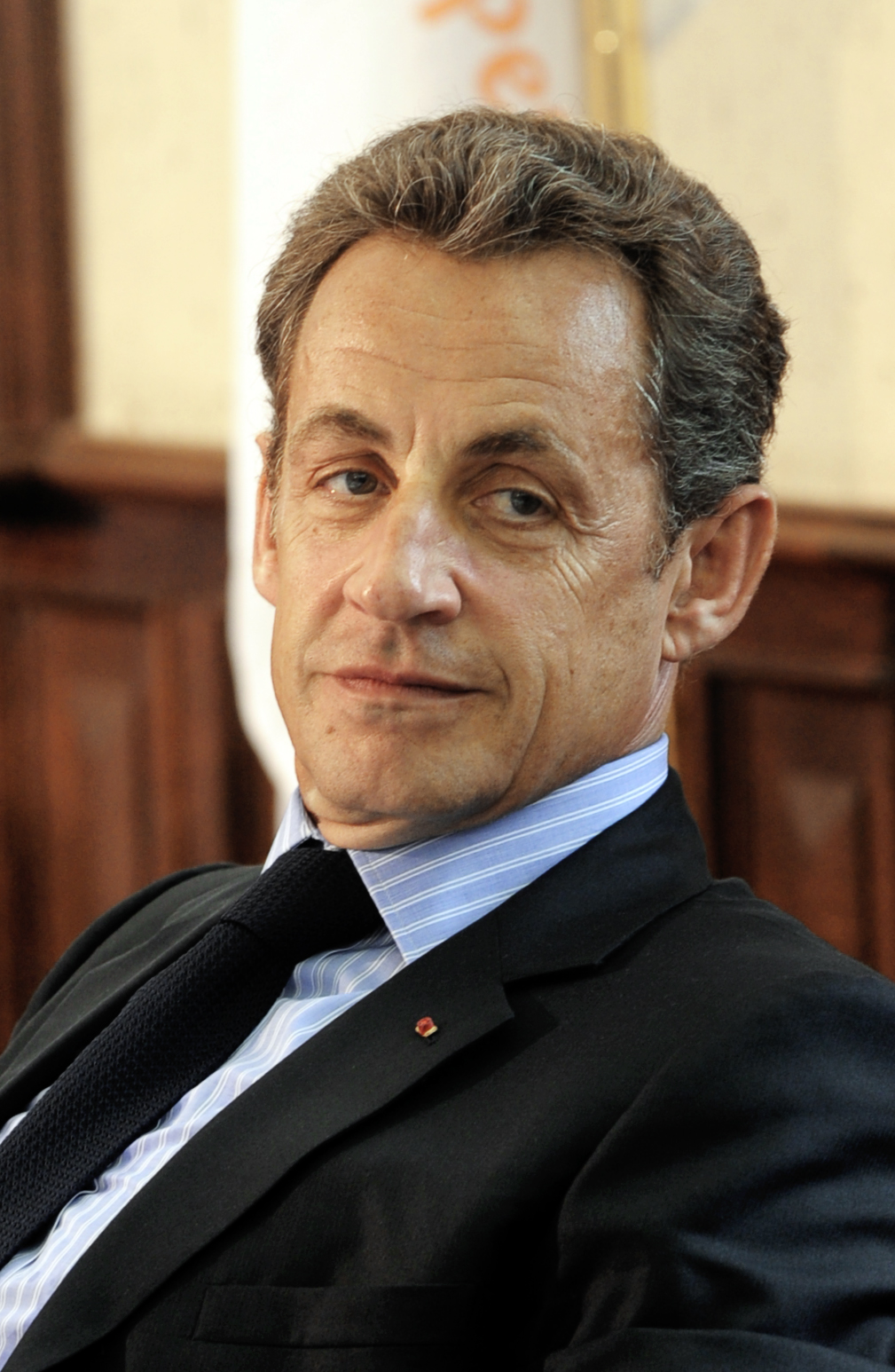
Nicolas Sarkozy Unie pro lidové hnutí prezident republiky oznámil 15. února 2012, že bude usilovat o druhý mandát v úřadu.
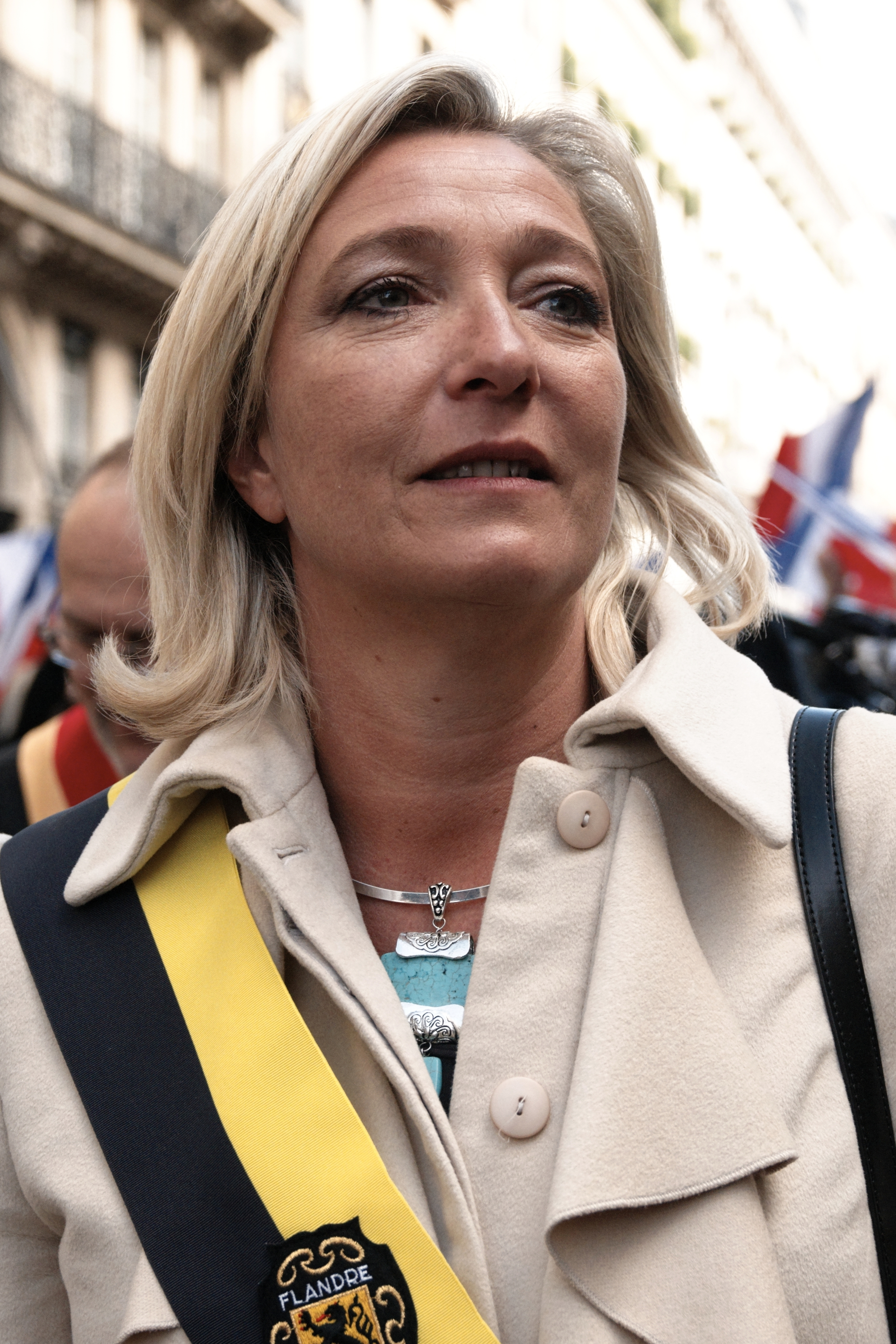
Marine Le Penová Národní fronta předsedkyně strany a europoslankyně získala nominaci 16. května 2011.
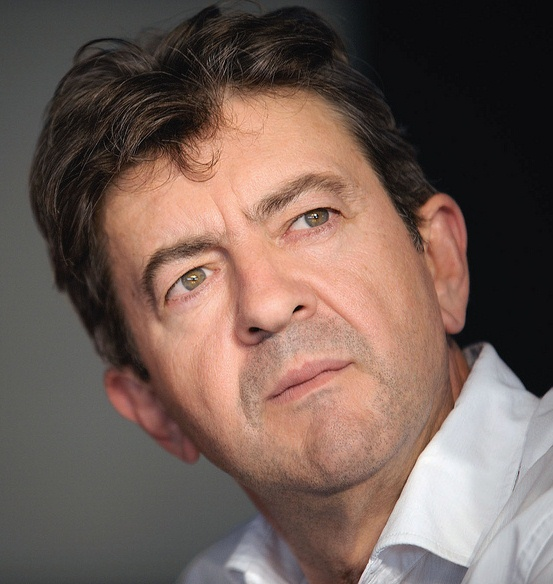
Jean-Luc Mélenchon Levicová strana europoslanec, bývalý senátor a spolupředseda strany
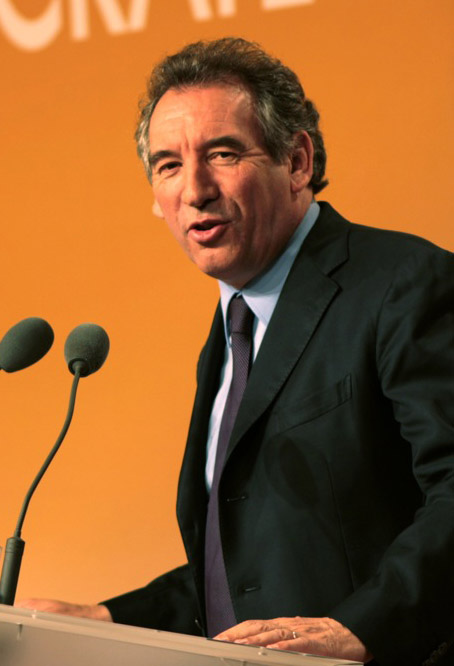
François Bayrou Demokratické hnutí předseda strany a poslanec, kandidát od 22. srpna 2011.
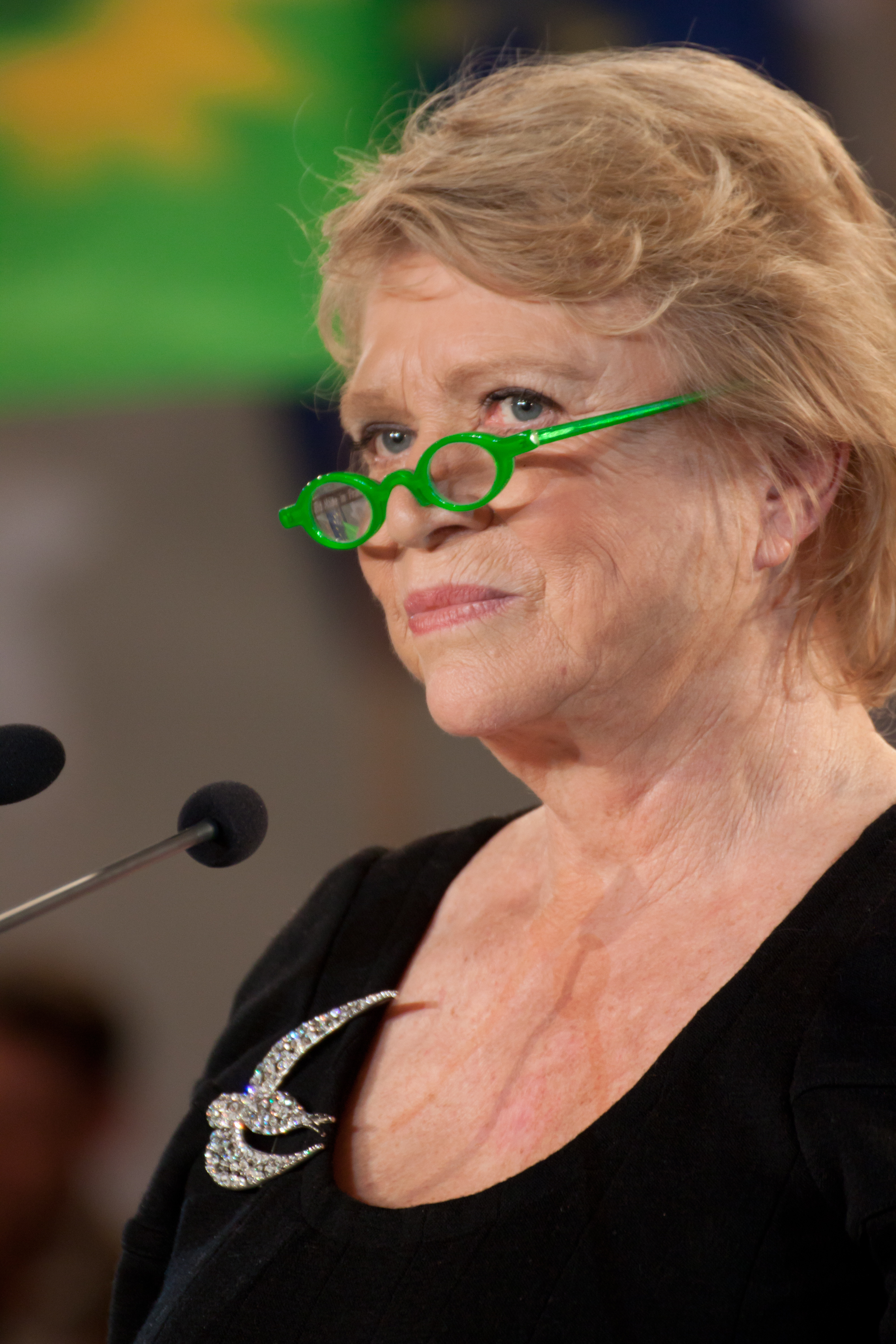
Eva Jolyová Evropa Ekologie – Zelení europoslankyně
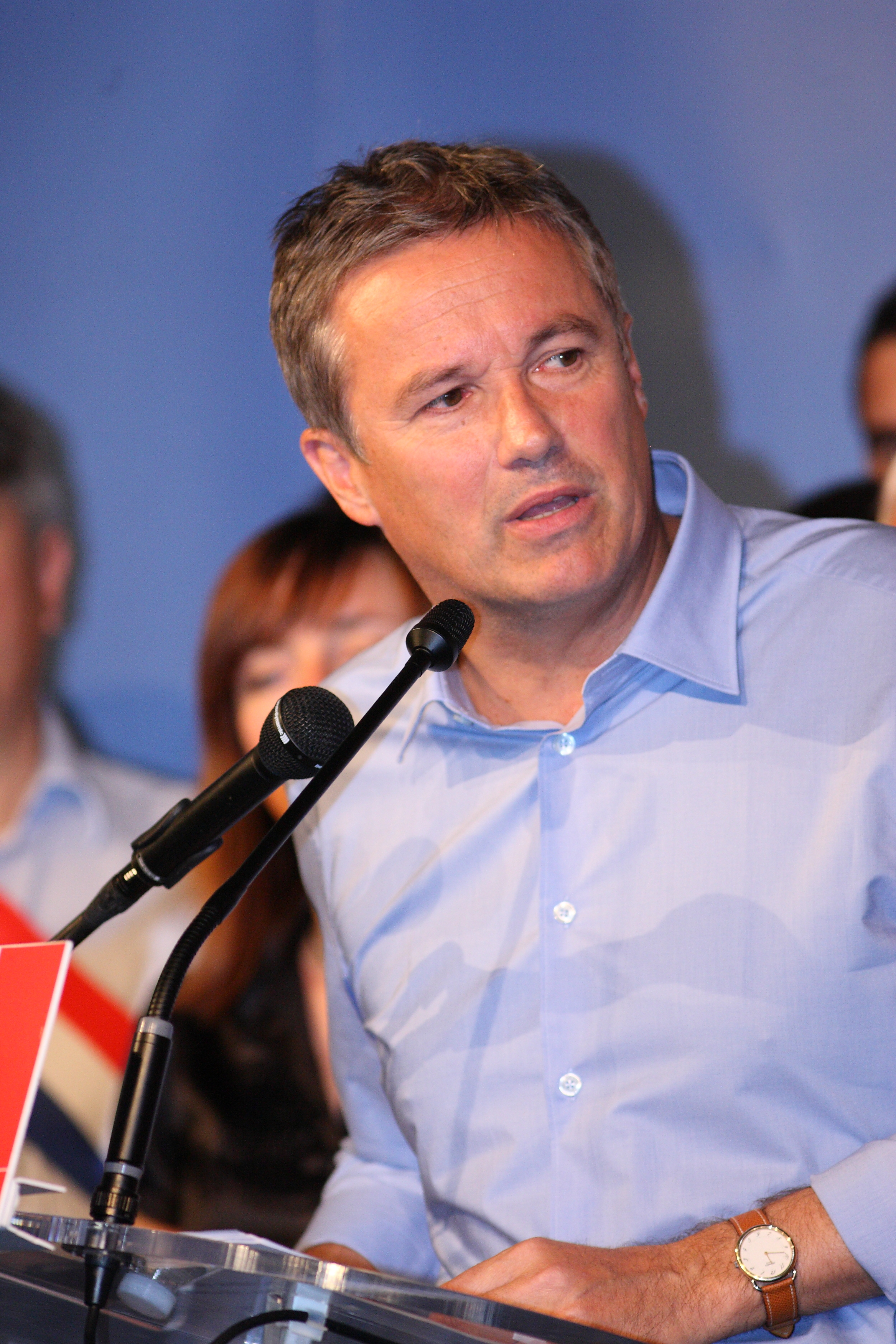
Nicolas Dupont-Aignan Vzhůru republiko! předseda strany, starosta Yerres a poslanec
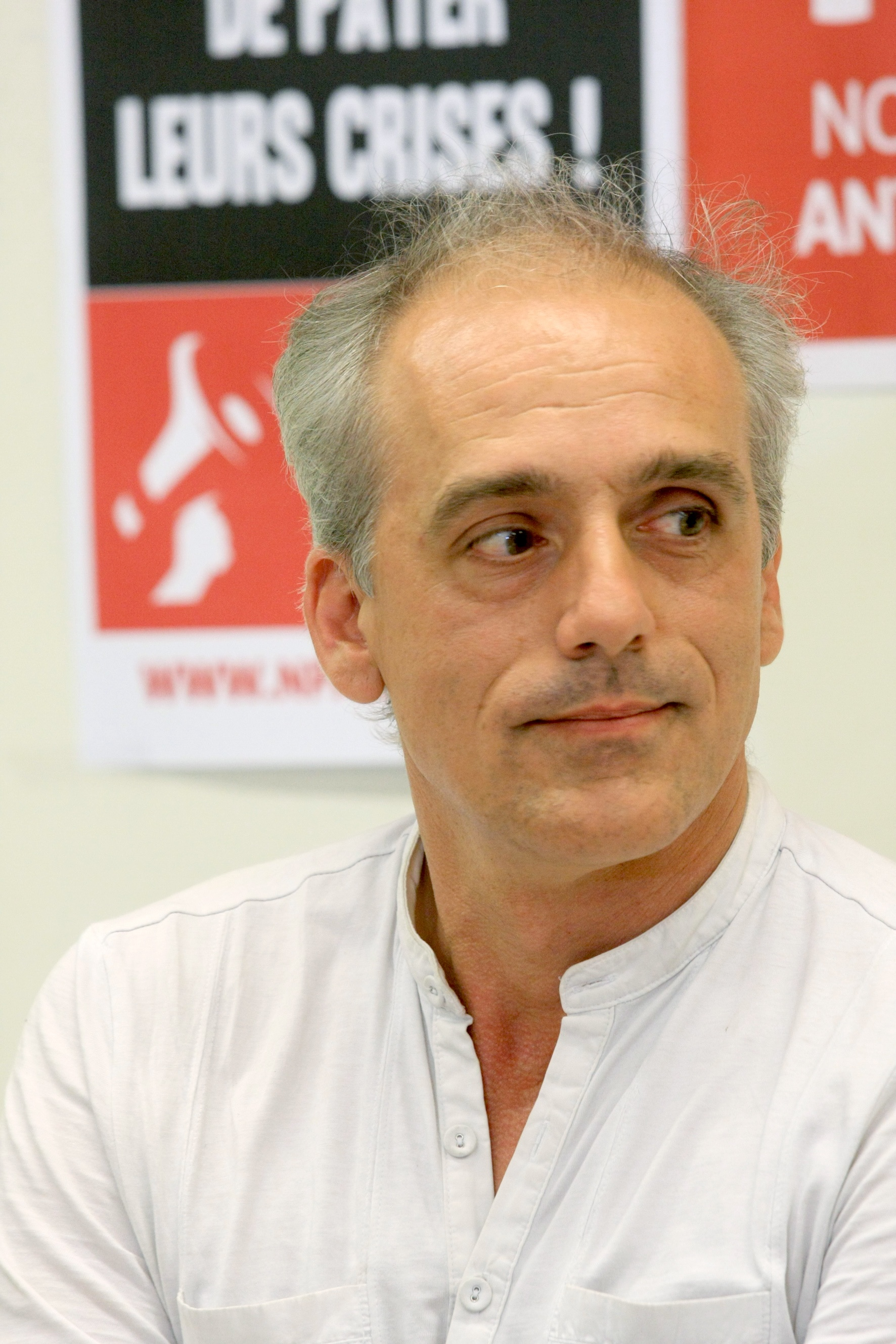
Philippe Poutou Nová antikapitalistická strana
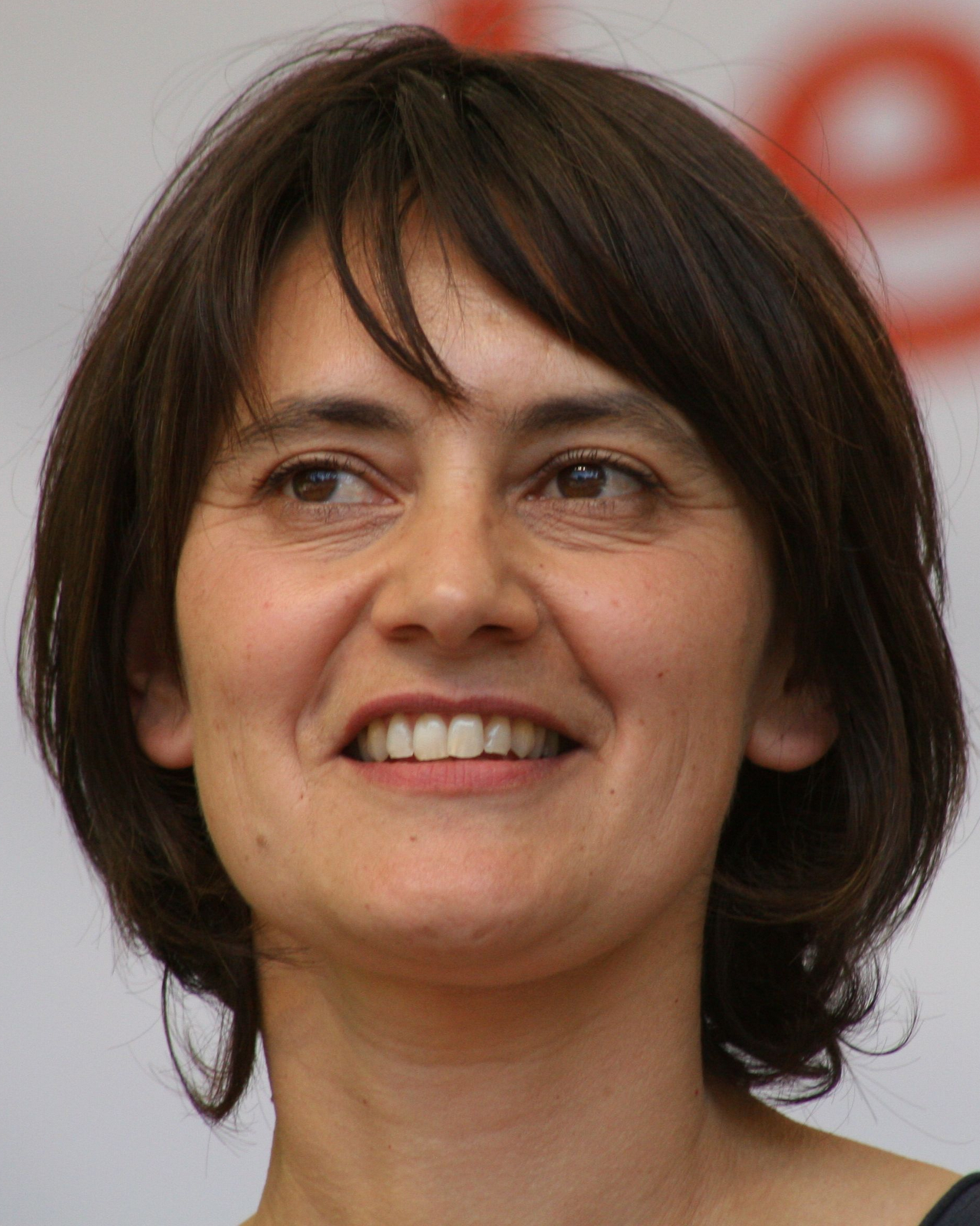
Nathalie Arthaudová Dělnický boj

## Druhé kolo

Výsledky 2. kola voleb prezidenta dle obcí:
Hollande
Sarkozy
rovnost

Do druhého kola postoupil z prvního místa socialista Hollande následován úřadujícím pravicovým prezidentem Sarkozym. Ten žádal o tři televizní debaty, které Hollande odmítl, a proto se uskutečnila jediná plánovaná ve středu 2. května. Vysílaly ji stanice TF1 a France 2. V rolích moderátorů se představili Laurence Ferrariová a David Pujadas. Během debaty došlo k několika vzájemným střetům. Levicový kandidát obvinil soupeře z rozdělování Francouzů a prohlásil, že by byl prezidentem zachovávajícím sociální spravedlnost, usilujícím o hospodářskou obnovu a jednotu národa. Sarkozy napadl naopak protikandidáta v otázce exekutivní praxe, když řekl, že Hollandovým nedostatkem je chybějící zkušenost s vedením vlády, což jej diskvalifikuje pro řízení páté největší světové ekonomiky v době krize.
Od zisku prezidentské nominace v říjnu 2011 Hollande dlouhodobě vedl předvolební průzkumy. Přesto na konci března 2012 průzkumy vykázaly těsné vedení Nicolase Sarkozyho.
V pořadí třetí po prvním kole Marine Le Penová nepodpořila ani jednoho z kandidátů, když vyjádřila touhu odevzdat prázdný lístek a vyzvala své voliče, aby se rozhodli podle vlastního uvážení. Další neúspěšný uchazeč François Bayrou pak 3. května sdělil, že by volil Hollanda. Pravicově orientovaná německá spolková kancléřka Angela Merkelová pronesla, že na Hollandovi neviděla nic „normálního“, navzdory jeho snahám se tak prezentovat, a podpořila kandidaturu Sarkozyho. Oficiální část kampaně byla ukončena v pátek 4. května a druhé kolo proběhlo v neděli 6. května, respektive v zámořských regionech již 5. května.
Belgická média a Agence France-Presse v podvečer 6. května 2012 oznámila, že vítězem voleb by se měl podle prvních oficiálních výsledků stát socialista François Hollande se ziskem 52,6 % hlasů. Ve večerních hodinách byl zisk vítěze upřesněn na 51,67 % hlasů.
Hollande učinil první povolební projev ve svém volebním obvodě, v městě Tulle, kde zastával sedm let úřad starosty.
| „                                        | Chci být prezidentem všech Francouzů … Jste víc, než lidé, kteří chtějí změnu. Jste již hnutím, které se zvedá v celé Evropě a možná ve světě a které prosazuje naše hodnoty, naše aspirace a naše požadavky na změnu. | “ |
| — François Hollande v povolebním projevu | |   |

Sarkozy následně oznámil, že přijímá porážku s plnou odpovědností a Unii pro lidové hnutí nepovede jako lídr do červnových parlamentních voleb.
| „                                      | Hovořil jsem s ním po telefonu a rád bych mu popřál mnoho štěstí při plnění náročného úkolu. Z celého srdce si přeji, aby Francie zvládla úkoly, které má před sebou. Chtěl bych poděkovat všem Francouzům, že mne zvolili na předchozí období. Nikdy na to nezapomenu. | “ |
| — Nicolas Sarkozy v povolebním projevu | |   |

## Výsledky
| Kandidát                                                      | Kandidát              | Politický subjekt                 | Politický subjekt   | 1. kolo    | 1. kolo | 2. kolo    | 2. kolo |
| Kandidát                                                      | Kandidát              | Politický subjekt                 | Politický subjekt   | Hlasů      | %       | Hlasů      | %       |
| ------------------------------------------------------------- | --------------------- | --------------------------------- | ------------------- | ---------- | ------- | ---------- | ------- |
|                                                               | François Hollande     | Socialistická strana              | PS                  | 10 272 705 | 28,63 % | 18 000 668 | 51,64 % |
|                                                               | Nicolas Sarkozy       | Unie pro lidové hnutí             | UMP                 | 9 753 629  | 27,18 % | 16 860 685 | 48,36 % |
|                                                               | Marine Le Penová      | Národní fronta                    | FN                  | 6 421 426  | 17,90 % |            |         |
|                                                               | Jean-Luc Mélenchon    | Levicová fronta (Levicová strana) | FDG                 | 3 984 822  | 11,10 % |            |         |
|                                                               | François Bayrou       | Demokratické hnutí                | MoDem               | 3 275 122  | 9,13 %  |            |         |
|                                                               | Eva Jolyová           | Evropa Ekologie – Zelení          | EELV                | 828 345    | 2,31 %  |            |         |
|                                                               | Nicolas Dupont-Aignan | Vzhůru republiko!                 | DLR                 | 643 907    | 1,79 %  |            |         |
|                                                               | Philippe Poutou       | Nová antikapitalistická strana    | NPA                 | 411 160    | 1,15 %  |            |         |
|                                                               | Nathalie Arthaudová   | Dělnický boj                      | LO                  | 202 548    | 0,56 %  |            |         |
|                                                               | Jacques Cheminade     | Solidarité et Progrès             | SP                  | 89 545     | 0,25 %  |            |         |
|                                                               |                       |                                   |                     |            |         |            |         |
| Celkem                                                        | Celkem                | Celkem                            | Celkem              | 35 883 209 | 100 %   | 34 861 353 | 100 %   |
|                                                               |                       |                                   |                     |            |         |            |         |
| Platné hlasy                                                  | Platné hlasy          | Platné hlasy                      | Platné hlasy        | 35 883 209 | 98,08 % | 34 861 353 | 94,18 % |
| Neplatné hlasy                                                | Neplatné hlasy        | Neplatné hlasy                    | Neplatné hlasy      | 701 190    | 1,92 %  | 2 154 956  | 5,82 %  |
| Volební účast                                                 | Volební účast         | Volební účast                     | Volební účast       | 36 584 399 | 79,48 % | 37 016 309 | 80,35 % |
| Nehlasovalo                                                   | Nehlasovalo           | Nehlasovalo                       | Nehlasovalo         | 9 444 143  | 20,52 % | 9 049 998  | 19,65 % |
| Registrovaní voliči                                           | Registrovaní voliči   | Registrovaní voliči               | Registrovaní voliči | 46 028 542 |         | 46 066 307 |         |
|                                                               |                       |                                   |                     |            |         |            |         |
| Zdroj: seznam kandidátů • výsledky 1. kola • výsledky 2. kola |                       |                                   |                     |            |         |            |         |

## Galerie výsledků

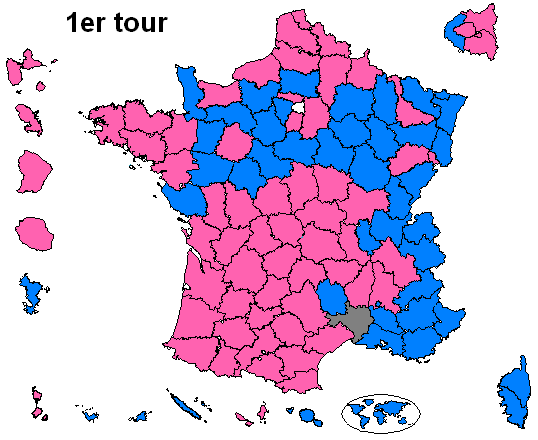
Vítěz 1. kola dle departementů:     François Hollande     Nicolas Sarkozy     Le Penová
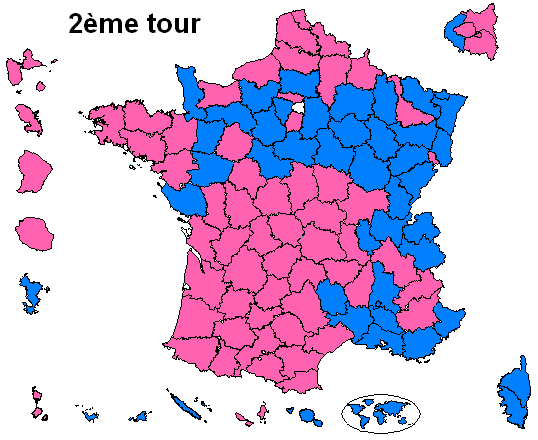
Vítěz 2. kola dle departementů:     François Hollande     Nicolas Sarkozy
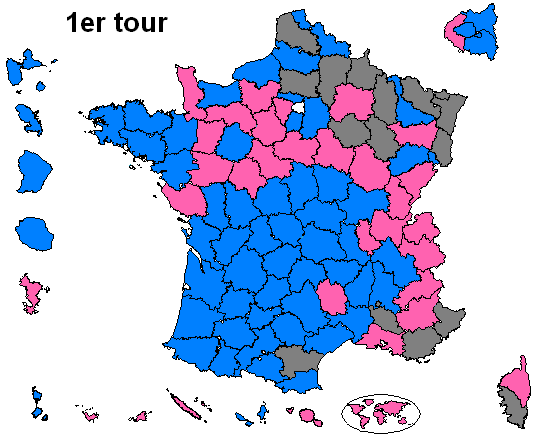
Druhý v 1. kole dle departementů:     François Hollande     Nicolas Sarkozy     Le Penová
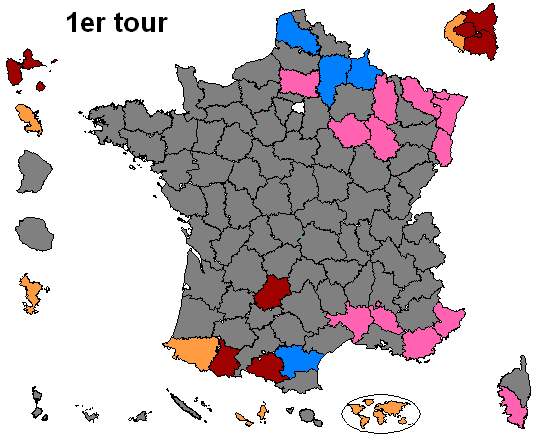
Třetí v 1. kole dle departementů:     François Hollande     Nicolas Sarkozy     Le Penová     Mélenchon     Bayrou